# Verzorgingsplaats Buttervliet
Verzorgingsplaats Buttervliet is een Nederlandse verzorgingsplaats, gelegen aan de westzijde van de A29 in de richting Rotterdam-Dinteloord tussen afrit 22 en knooppunt Hellegatsplein in de gemeente Hoeksche Waard.
Richting Dinteloord: Moerkerken · Buttervliet
Richting Rotterdam: Oude Kreek · Mijnsheerenland